# Ваврушка, Милош
Милош Ваврушка (чеш. Miloš Vavruška; 25 августа 1924[…], Кутна-Гора[…] — 20 апреля 2003, Прага) — чехословацкий и чешский актёр театра, кино и телевидения.

## Биография
Милош Ваврушка родился в Кутна-Горе. Актёрское образование получил в драматическом отделении  Пражской консерватории. Дебютировал в кино в 1946 г. в фильме «Мужчины без крыльев». Актёр театров в Пардубице и Праге.

## Избранная фильмография
- 1946 — Мужчины без крыльев / Muži bez křídel
- 1947 — Предчувствие / Předtucha
- 1948 — Красная ящерица / чеш. Červená ještěrka
- 1952 — Похищение / Únos
- 1953 — Тайна крови / Tajemství krve
- 1957 — Сентябрьские ночи / Zářijové noci
- 1958 — Чёрный батальон / Černý prapor
- 1959 — Даржбуян и Пандргола / чеш. Dařbuján a Pandrhola
- 1960 — Чёрная суббота / Černá sobota — Войта, лаборант
- 1964 — Покушение / Atentát
- 1967 — Конец агента / Konec agenta W4C prostřednictvím psa pana Foustky
- 1968 — Очень грустная принцесса / чеш. Šíleně smutná princezna
- 1968 — Грешные люди города Праги / чеш. Hříšní lidé města pražského
- 1968 — Марафон / Maratón — советский танкист
- 1969 — Радости отца отечества / чеш. Slasti Otce vlasti
- 1969 — Пан Тау / чеш. Pan Tau
- 1971 — Девушка на метле / чеш. Dívka na koštěti
- 1971 — Расследования моей жены / Kde Aféry mé ženy
- 1973 — Три орешка для Золушки / Tři oříšky pro Popelku / Drei Haselnüsse für Aschenbrödel
- 1973 — Я подожду, пока ты убьёшь / Počkám, až zabiješ — гестаповец Бенке
- 1974 — Высокая синяя стена / Vysoká modrá zeď — лейтенант Винопал
- 1974 — Как утопить доктора Мрачека / Jak utopit dr. Mráčka aneb Konec vodníků v Čechách
- 1974 — Тридцать случаев майора Земана / 30 případů majora Zemana
- 1977 — Как разбудить принцессу / чеш. Jak se budí princezny / нем. Wie man Dornröschen wachküß
- 1977 — История любви и чести / Příběh lásky a cti
- 1977 — Завтра встану и ошпарюсь чаем / Zítra vstanu a opařím se čajem
- 1978 — Принц и Вечерняя Звезда / чеш. Princ a Večernice
- 1984 — Олдржих и Божена / Oldřich a Božena
- 1984 — Скорая помощь / чеш. Sanitka